# Rochau
Rochau ist eine Gemeinde im Landkreis Stendal in Sachsen-Anhalt. Sie gehört der Verbandsgemeinde Arneburg-Goldbeck an, die ihren Verwaltungssitz in der Gemeinde Goldbeck hat.

## Geographie

### Lage
Die Gemeinde Rochau liegt neun Kilometer südlich von Osterburg und 17 Kilometer nordwestlich von Stendal in der Altmark.
Rochau ist ein Straßendorf mit Kirche.
Umgeben wird Rochau von den Nachbargemeinden Osterburg (Altmark) im Norden, Goldbeck im Nordosten, Eichstedt (Altmark) im Südosten, Stendal im Süden sowie Bismark (Altmark) im Westen.

### Gemeindegliederung
Zur Gemeinde Rochau gehören die fünf Ortsteile Rochau mit Wilhelminenhof (3 Kilometer südwestlich gelegen), Häsewig mit Alter Ziegelei, Klein Schwechten, Schartau und Ziegenhagen. Der „Schwarze Weg“ in Rochau erinnert heute daran, dass der östliche Teil von Rochau früher ein eigenes Dorf namens „Schwarzenhagen“ war.

## Geschichte

### Mittelalter bis Neuzeit
Das Dorf wird im Jahre 1238 erstmals als villa Rocgawe (vel Roggau) oder villa Rotgawe erwähnt, als Graf Siegfried von Osterburg Dörfer und Besitz in der Altmark, mit denen er vorher vom St. Ludgerikloster Helmstedt belehnt worden war, dem Abt Gerhard von Werden und Helmstedt überschrieb. Im Jahre 1349 wurde eine Wiese inter villas rogghow et Scynne an den Pfarrer von Schinne verkauft. Im Landbuch der Mark Brandenburg von 1375 wird das Dorf als Rochow aufgeführt. Weitere Nennungen sind 1687 Rochow und 1804 Dorf Rochau mit Schmiede und Windmühle.
Im Rahmen einer Andacht in der Kirche zu Rochau wurde am 14. Juni 2013 unter Begleitung des Kirchenchores und der Jagdhornbläsergruppe Dobberkau an das 775-jährige Bestehen des Ortes gedacht. Die Ansprache hielt die Pfarrerin Margret Lipschütz und erinnerte an die zahlreichen Kriege, z. B. den 30-jährigen und den Siebenjährigen Krieg, die über das Dorf hinwegzogen und daran, dass damals die Soldaten nicht zum Sandsäcke füllen gekommen seien. Die im Rahmen des Hochwassereinsatzes 2013 im Ort untergebrachten Soldaten des Panzergrenadierbataillons 411 aus Viereck bei Pasewalk legten am Gefallenenehrenmal auf dem Rochauer Friedhof Kränze nieder.

### Eingemeindungen

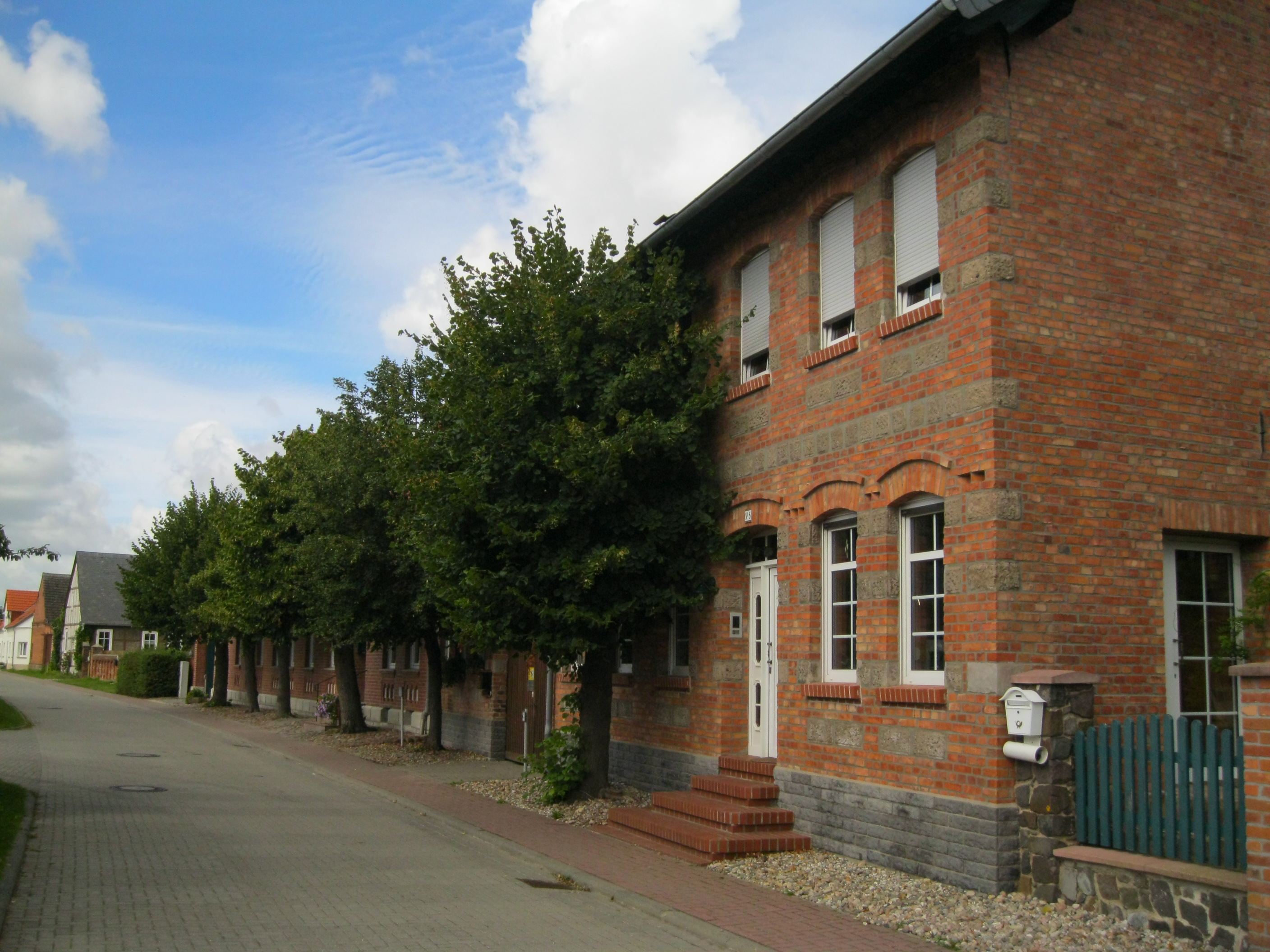
Achterstraße

Breite Straße Rochau Anfang des 20. Jahrhunderts

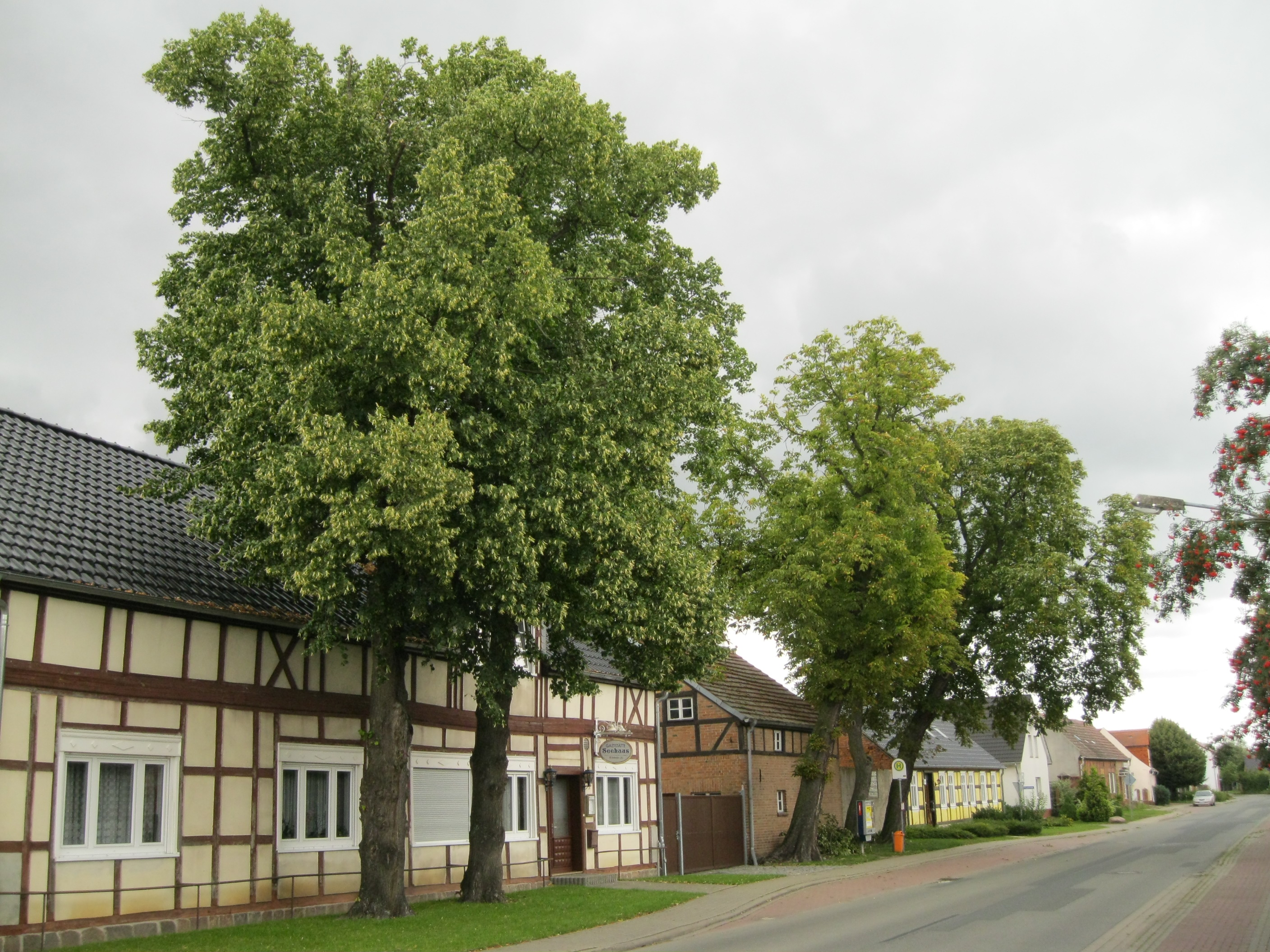
Breite Straße

Ursprünglich gehörte das Dorf Rochau zum Stendalschen Kreis der Mark Brandenburg in der Altmark. Zwischen 1807 und 1813 lag es im Kanton Schinne auf dem Territorium des napoleonischen Königreichs Westphalen. Nach weiteren Änderungen gehörte die Gemeinde ab 1816 zum Kreis Stendal, dem späteren Landkreis Stendal.
Am 1. April 1935 erfolgte der Zusammenschluss der Landgemeinden Rochau und Schwarzenhagen zu einer neuen Landgemeinde „Rochau“. Die Gemeinde Rochau wurde am 25. Juli 1952 in den Kreis Stendal umgegliedert. Am 1. Januar 1973 wurde die Gemeinde Schartau aus dem Kreis Stendal in die Gemeinde Rochau eingemeindet. Am 1. Juli 1994 kam Rochau zum heutigen Landkreis Stendal.
Im Zuge der kommunalen Neuordnung Sachsen-Anhalts wurde die Nachbargemeinde Klein Schwechten zum 1. Januar 2011 per Gesetz nach Rochau eingemeindet.

### Einwohnerentwicklung

#### Gemeinde
| Jahr | Einwohner |
| ---- | --------- |
| 1734 | 204       |
| 1772 | 238       |
| 1790 | 251       |
| 1798 | 260       |
| 1801 | 304       |
| 1818 | 239       |
| 1840 | 367       |
| 1864 | 413       |
| 1871 | 430       |
| 1885 | 546       |
| 1892 | [00]598   |

| Jahr | Einwohner |
| ---- | --------- |
| 1895 | 0558      |
| 1900 | [00]0535  |
| 1905 | 0562      |
| 1910 | [00]0553  |
| 1925 | 0558      |
| 1939 | 0719      |
| 1946 | 1147      |
| 1964 | 0955      |
| 1971 | 0889      |
| 1981 | 0764      |
| 1985 | 0724      |

| Jahr | Einwohner |
| ---- | --------- |
| 1990 | 0676      |
| 1993 | [0]0682   |
| 1995 | 0689      |
| 1997 | 0724      |
| 1999 | 0739      |
| 2000 | 0746      |
| 2002 | 0739      |
| 2004 | 0729      |
| 2006 | 0709      |
| 2008 | 0684      |
| 2010 | 0646      |

| Jahr | Einwohner |
| ---- | --------- |
| 2011 | 1126      |
| 2012 | 1098      |
| 2014 | 1049      |
| 2015 | 1025      |
| 2017 | 1027      |
| 2018 | 1015      |
| 2020 | 1001      |
| 2021 | 0988      |
| 2022 | 0989      |
| 2023 | 1000      |

Quelle, wenn nicht angegeben, bis 1981 ab 1985

### Ortsteil
| Jahr | Einwohner |
| ---- | --------- |
| 2014 | 552       |
| 2015 | 540       |
| 2017 | 535       |
| 2018 | 535       |
| 2020 | 516       |
| 2021 | 521       |
| 2022 | 518       |
| 2023 | 520       |

## Religion

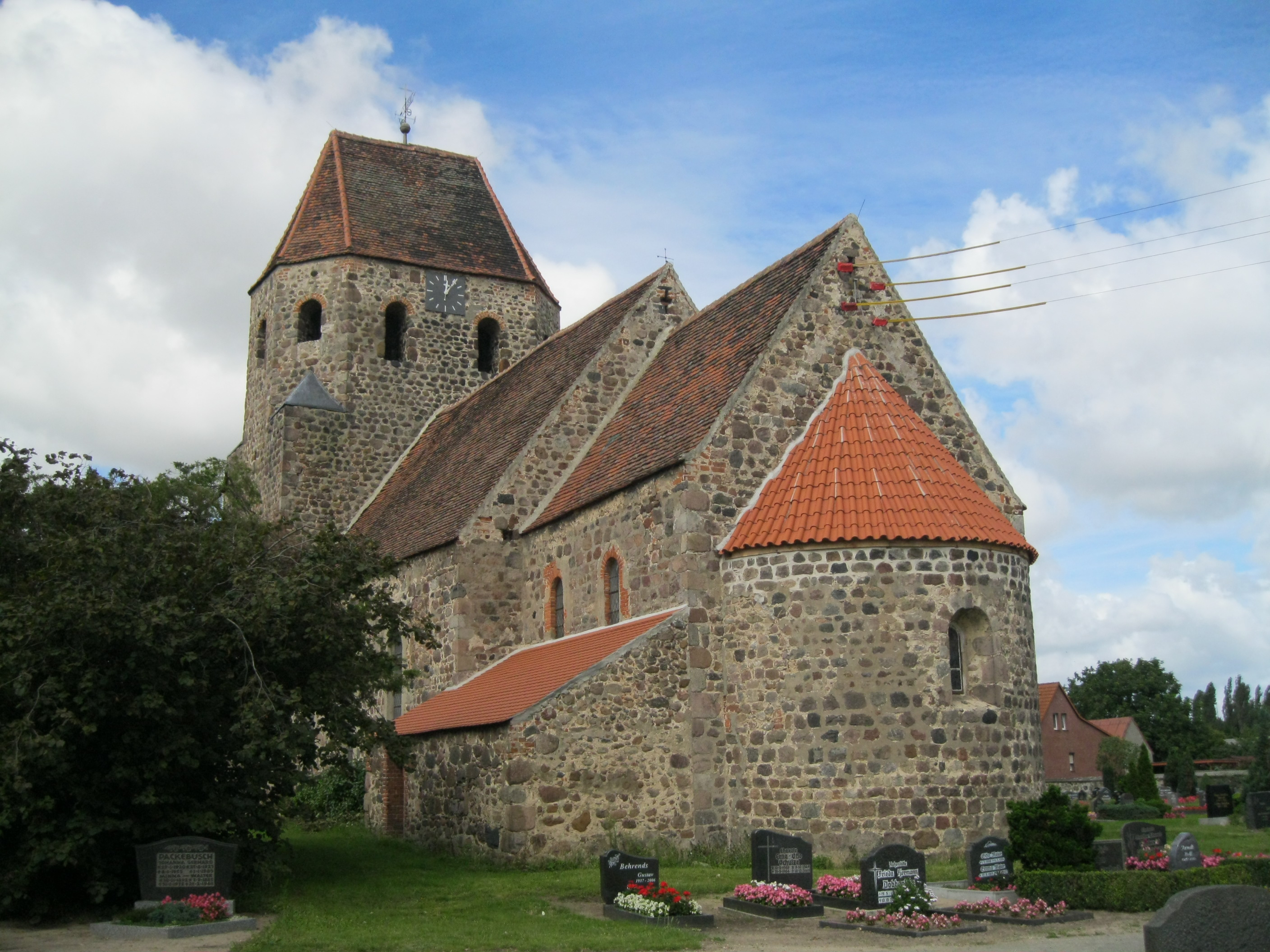
Dorfkirche Rochau

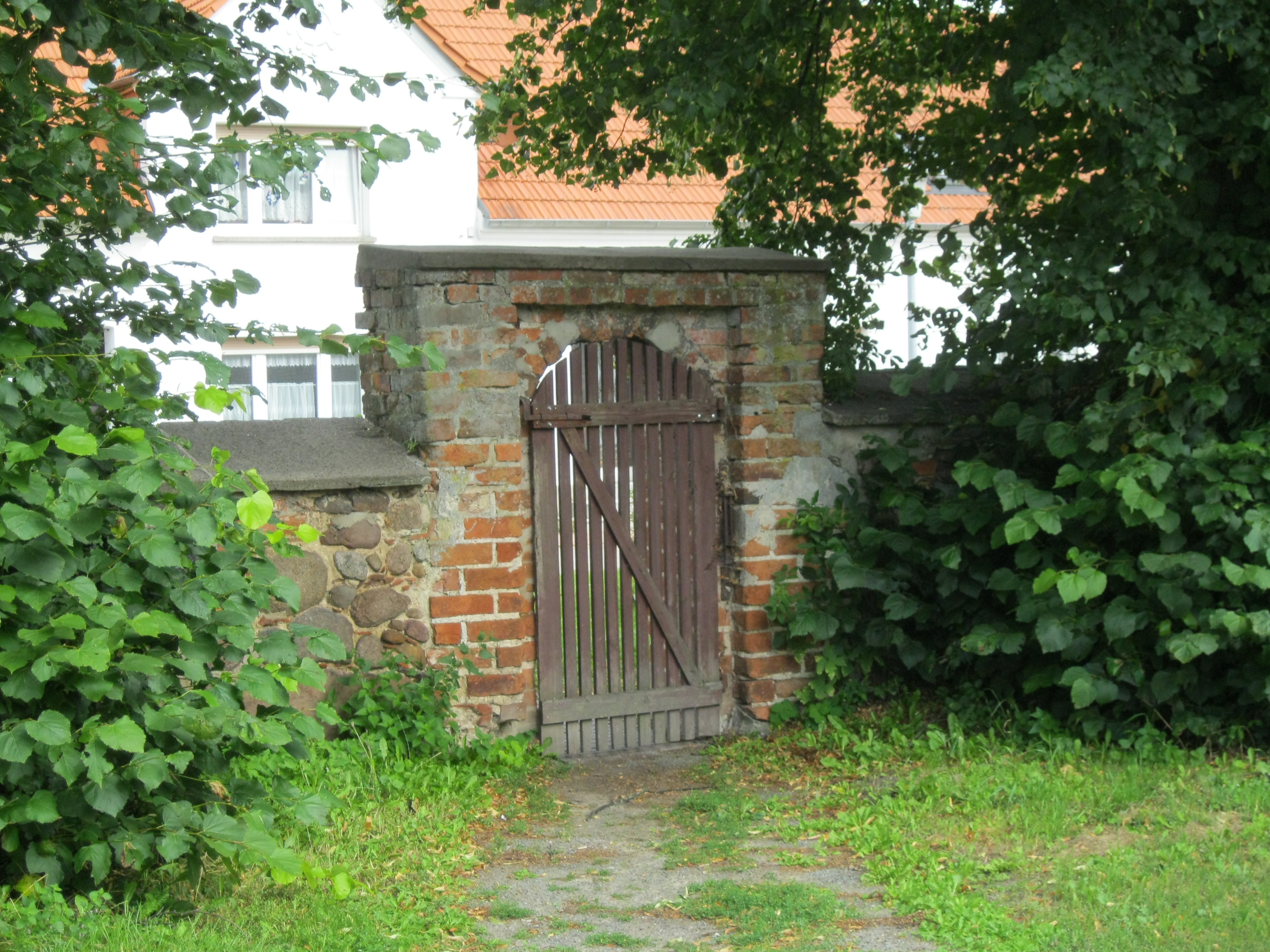
Portal Kirche Rochau

Die Volkszählung in Deutschland 2022 zeigte, dass von den 982 Einwohnern der Gemeinde Rochau rund 26 % der evangelischen und rund 3 % der katholischen Kirche angehörten.
Am 1. Juni 2007 wurden die Evangelischen Kirchengemeinden Rochau, Schartau und Schorstedt zum „Evangelischen Kirchspiel Rochau“ zusammengeschlossen. Am 1. Januar 2015 schied die Kirchengemeinde Schorstedt aus dem nun so genannten Evangelischen Kirchengemeindeverband Rochau aus. Das Kirchspiel gehört zum Pfarrbereich Klein Schwechten im Kirchenkreis Stendal im Bischofssprengel Magdeburg der Evangelischen Kirche in Mitteldeutschland.
Pfarrer in Rochau (seit dem 16. Jahrhundert)
- um 1551: Jacob Grabow
- um 1600: Franciscus Schwertfeger d. Ä.
- um 1617: Franciscus Schwertfeger d. J.
- 1640–1670: Johannes Jordan
- 1670–1702: Simon Schlehenstein
- 1703–1732: Hennig Garthe
- 1733–1778: Gottlieb Schmidt d. Ä.
- 1778–1814: Gottlieb Schmidt d. J.
- 1814–1830: Johann Christoph Gottlieb Meinecke
- 1830–1845: Johann Dietrich Garlipp
- 1846–1858: Johannes Gottschick (Vater des Theologen)
- 1859–1863: Johann Friedrich Gottlieb Reinsdorf
- 1863–1883: Georg Eduard Rudolph Lipke
- 1883–1927: Johannes Wildberg (zudem Regionalhistoriker)
- 1928–1937: August Anton Thilo Roloff
- 1937–1946: Vakanz
- 1946–1950: Walter Machmüller
- 1950–1959: Paul Hoffmann
- 1961–1969: Armin Walter Haase
- 1969–1984: Wilhelm Hesse
- 1984–1998: Jeannette Schlase
- danach Margaret Lipschütz
- 2019 bis 2023 Alexander Schwartz
- ab 2023 Annegret Doms

## Politik

### Bürgermeister
Seit Januar 2016 ist Dirk Zeidler Bürgermeister der Gemeinde, 2022 wurde er wieder gewählt. 2009 bis 2015 war Uwe Großpietsch Bürgermeister, davor Dirk Zeidler.

### Gemeinderat
Die Gemeinderatswahl am 9. Juni 2024 ergab das folgende Ergebnis (in Klammern die Ergebnisse von 2019):
- 6 Sitze Wählergruppe „Aktiv für die Gemeinde“ (4 Sitze)
- 4 Sitze Wählergemeinschaft Klein Schwechten (5 Sitze)

Zwei Gemeinderäte sind Frauen.
Von 834 Wahlberechtigten hatten 628 ihre Stimme abgegeben, die Wahlbeteiligung betrug damit 75,3 Prozent.
Im Vergleich zu 2019 hat sich die Anzahl der Sitze im Rat von 12 auf 10 reduziert. Die Wählergemeinschaft Rochau trat nicht mehr an.

### Wappen
Genehmigung am 11. August 1998
Blasonierung: „Schräggeviert; oben in Silber 3 (2:1) schwarze Roche, unten in Silber eine schwarze ausgerissene Tanne. Vorn in Rot ein silberner Pflug, hinten in Rot ein silbernes Zahnrad.“
Das obere Viertel bezieht sich einmal auf das alte Grundherrengeschlecht (v. Rochow) und zum anderen ist es eine Anspielung auf den Ortsnamen (Roch = Rochau). Die schwarze Tanne erinnert an den eingemeindeten Ortsteil Schwarzenhagen. Pflug und Zahnrad geben die gegenwärtige Situation an und stellen Rochau als Agrargemeinde dar, in der Landwirtschaft und Landtechnik anzutreffen sind. Das Wappen wurde 1998 im Auftrag der Gemeinde vom Magdeburger Kommunalheraldiker Jörg Mantzsch gestaltet.
Die Gemeindefarben sind Weiß-Rot.

### Flagge
Die Flagge ist Weiß - Rot (1:1) gestreift mit dem mittig aufgelegten Gemeindewappen.

## Kultur und Sehenswürdigkeiten

### Gebäude

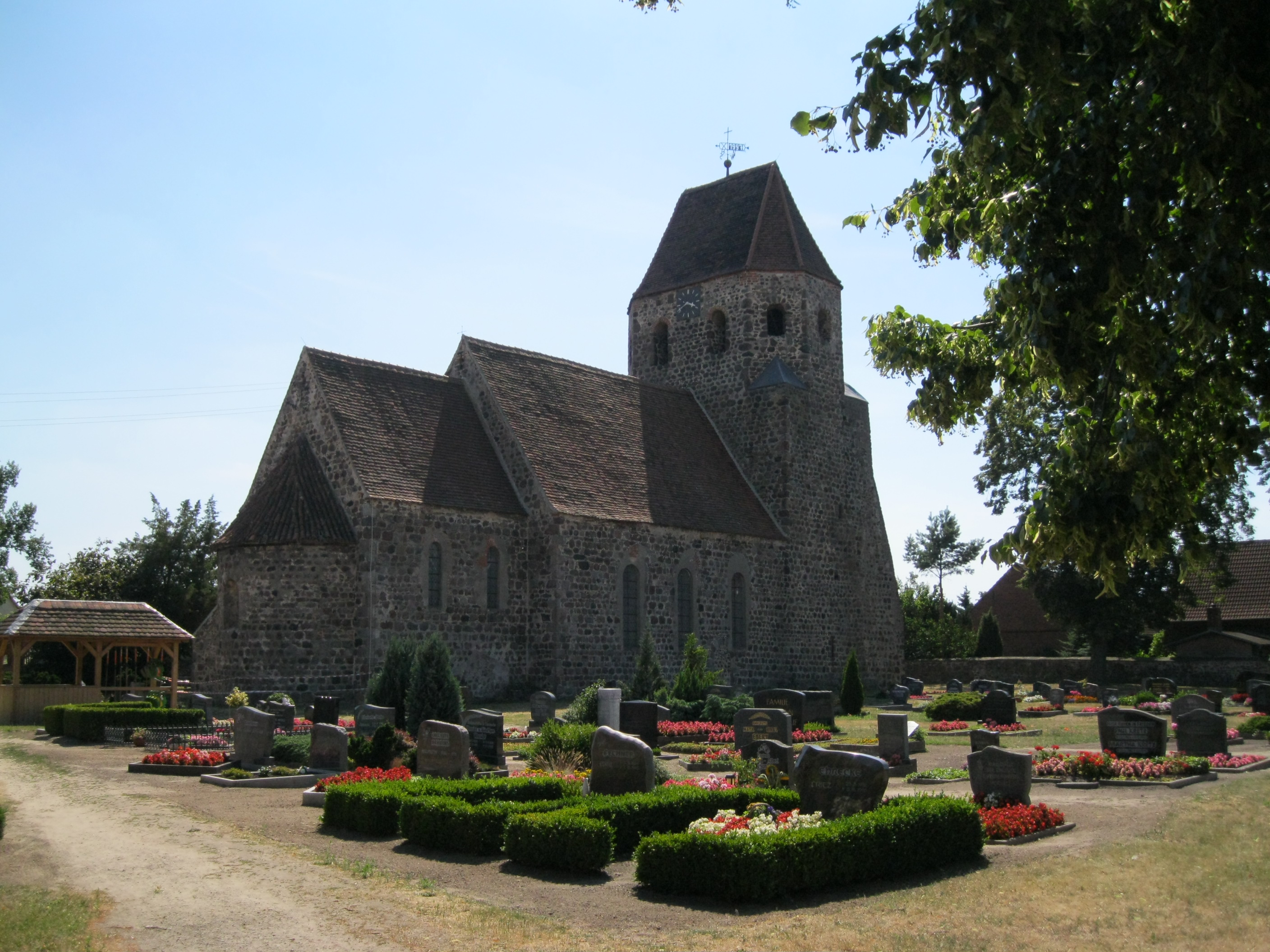
Evangelische Dorfkirche mit Friedhof

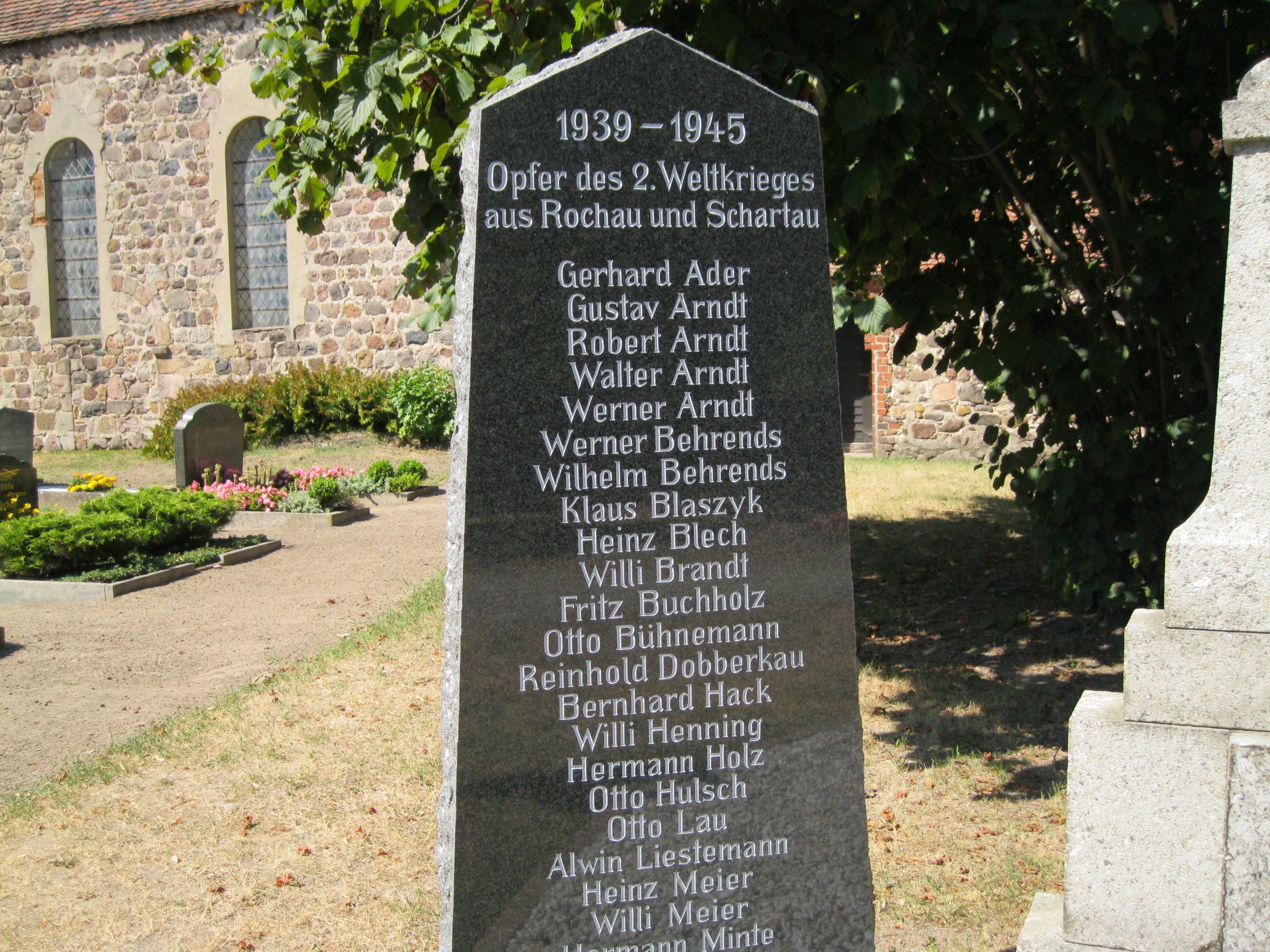
Kriegerdenkmal auf dem Friedhof

- Die evangelische Dorfkirche Rochau ist ein spätromanischer Feldsteinbau inmitten eines Friedhofs, der mit einer Feldsteinmauer umgeben ist. Nördlich neben dem Hocheingang des Westturmes sind Eichenbalken in die Wand eingelassen, von denen einer im Innern mit einem Holzkeil verzapft ist. Wie an mittelalterlichen Wehrtürmen könnte hier ein hölzerner Anbau vielleicht in Form einer Hurde angebracht worden sein. Eine dendrologische Untersuchung datierte das Fälldatum des eichenen Kehlbalkendachwerks des Turmes auf 1198 ±10.[32] Der Bau liegt auf dem höchsten Punkt am Nordrand des ehemaligen Straßendorfes. Der Turm hat ausgesprochenen Wehrcharakter.[33]
- In Rochau steht ein Denkmal für die Gefallenen des Ersten und Zweiten Weltkrieges, dessen mittlerer Teil aus Granitblöcken in Form eines Tempels mit eingelassener Tafel besteht. Er ist flankiert von zwei schwarzen Granitsäulen.[34]
- Im benachbarten Klein Schwechten steht ebenfalls eine spätromanische Feldsteinkirche, die evangelische Dorfkirche Klein Schwechten.

### Veranstaltungen
Die Rochauer Carnevals Gemeinschaft (RCG) „Rochau es lacht“ organisiert seit 1965 jährlich den Karneval in der Rochauer Mehrzweckhalle. Das Lindenfest, welches jedes Jahr im Juni auf dem Sportplatz stattfindet, wird durch den Rochauer Sportverein organisiert.

## Wirtschaft und Infrastruktur
- Im Dorf gibt es eine Allgemeinarztpraxis, eine Physiotherapie,[35] eine Kindertagesstätte, gefördert vom „Kinderland Rochau e. V.“ und eine Feuerwehr, die von „Förderverein Freiwillige Feuerwehr Rochau e. V.“ unterstützt wird.[36]
- Zwei Sportstätten werden von einem Sportverein genutzt.[36][35]
- Ein Landwirtschaftsbetrieb wird von einem Ehepaar seit dem Jahre 1992 bewirtschaftet. Sie beschäftigten im Jahre 2011 neun Mitarbeiter. Das Team bewirtschaftet etwa 700 Hektar Land und versorgt damit auch die etwa 200 Milchkühe.[37]
- Die Biogasanlage des Betriebes erzeugt Strom und versorgt das Dorf mit Wärme über ein Nahwärmenetz.[35]

### Verkehr
Rochau liegt an der Landstraße von Bismark nach Goldbeck, drei Kilometer östlich führt die Bundesstraße 189 (Stendal–Wittenberge) vorbei. Die nächsten Bahnhöfe befinden sich in Osterburg und Goldbeck an der Bahnstrecke Magdeburg–Stendal–Wittenberge.

## Trivia
Friedrich Francke berichtete im Jahre 1885 im Kalender „Altmärkischer Hausfreund“ über eine schaurige Hinrichtung im Jahre 1774. Die Verurteilte Anna Dorothee Rocks hatte fünf Jahre zuvor einen Brand gelegt, zu dem sie angestiftet worden war. Sie galt im Dorf als unzurechnungsfähig. Da sie aber die 10 Gebote aufsagen konnte, kam sie auf den Scheiterhaufen. Die Geschichte wurde 1909 im „Altmärkischen Sagenschatz“ veröffentlicht und 1969 vom Altmärkischen Verein für Vaterländische Geschichte und Industrie nachgedruckt.

## Persönlichkeiten
- Johannes Gottschick (1847–1907), evangelischer Theologe
- Käthe Lipke (1881–1969), Malerin

Der Stammsitz der Familie von Rochow war vermutlich in Rochau.